# 安力圖·高美斯
安力圖·高美斯·山齊士（西班牙語：Ernesto Gomez Sanchez，1982年3月5日—），生於西班牙穆爾西亞，西班牙足球運動員，司職前鋒，出身自皇家馬德里青訓，直到1999年代表西班牙U17出戰1999年世少盃決賽週在分組賽上陣三場取得一個入球並與連拿和阿迪達等西班牙球星當過隊友，他於2015年效力西丙球會奧里韋拉，在2016年1月4日透過朋友介紹來港加盟香港超級聯賽球會標準流浪至季尾，於2月5日]以4–0大勝晨曦的足總盃初賽首次上陣，在2月21日以2–1擊敗灝天黃大仙的聯賽取得加盟後的首個入球。

## 外部連結
- 香港足球總會網頁球員註冊資料 （页面存档备份，存于）
- Soccerway （页面存档备份，存于）